# Bureau of Justice Statistics
Le Bureau of Justice Statistics, abrégé BJS, est une agence fédérale des États-Unis dépendant du département de la Justice et chargée d’établir des statistiques sur les crimes, leurs auteurs et leurs victimes, ainsi que sur le fonctionnement du système judiciaire.

## Publications
La principale publication du BJS est un rapport annuel portant sur les criminels jugés devant des cours fédérales et leurs victimes, le traitement de ces affaires ainsi que sur les détenus des prisons fédérales. S’y ajoutent des rapports publiés périodiquement sur des thèmes spécifiques, par exemple sur le taux de condamnation, le fonctionnement des prisons et des agences fédérales. Il produit également à la demande les statistiques nécessaires à l’élaboration des lois et règlements par le département de la Justice et le Congrès, ainsi que de manière générale sur sollicitation de l’administration et de la communauté de la justice criminelle. En outre, le BJS publie et met à disposition un peu plus d’une vingtaine de jeux de données statistiques.